# Весёлое (Шаховская сельская община)
Весёлое (укр. Веселе) — село на Украине, находится в Покровском районе Донецкой области.
Код КОАТУУ — 1422083302. Население по переписи 2001 года составляет 227 человек. Почтовый индекс — 85018. Телефонный код — 6277.

## Местная власть
85050, Донецкая область, Покровский р-н, с. Шахово, ул. Чернявского, 14